# 米子市立車尾小学校
米子市立車尾小学校（よなごしりつ くずもしょうがっこう）は、鳥取県米子市にある公立小学校である。

## 通学区域
- 観音寺[1]。
- 観音寺新町1丁目、2丁目、3丁目、4丁目、5丁目
- 車尾
- 車尾1丁目の一部、2丁目、3丁目、4丁目、5丁目、6丁目、7丁目
- 車尾南1丁目、2丁目
- 中島1丁目、2丁目

## 進学先中学校
- 米子市立東山中学校